# Želva síťovaná
Želva síťovaná (Deirochelys reticularia) je druh želvy z čeledi emydovití.
Žije ve Spojených státech amerických.
Jde o málo dotčený taxon.

## Taxonomie
Byla popsána v roce 1801 nezávisle na sobě Francouzi Pierrem André Latreillem a Françoisem Marie Daudinem, v roce 1940 přírodovědec Francis Harper určil, že první byl Latreille, proto se nyní užívá jeho název. Druh byl postupně přiřazen k několika rodům, v roce 1857 jej Louis Agassiz zařadil do rodu Deirochelys.

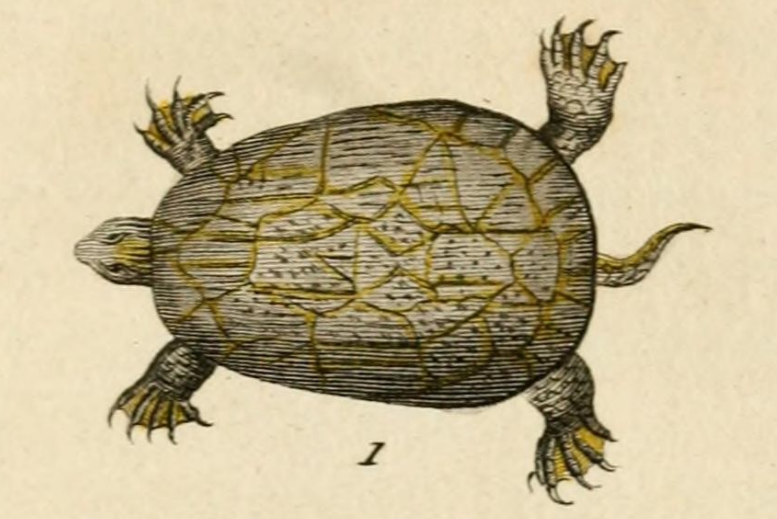
Kresba od P. A. Latreilleho

Jde o jediný druh rodu Deirochelys. Jméno rodu pochází z řeckých slov deirḗ (krk) a khélūs (želva). Název rodu odkazuje na dlouhý krk, který se od ostatních druhů amerických emydovitých liší svojí délkou.
Používala se do polévek a její maso má chutnat jako kuřecí maso (v angličtině se nazývá chicken turtle).

## Poddruhy
Existují tři známé poddruhy této želvy:
| Jméno                               | Druh popsal     | Obrázek |
| ----------------------------------- | --------------- | ------- |
| Deirochelys reticularia chrysea     | Schwartz, 1956  |         |
| Deirochelys reticularia miaria      | Schwartz, 1956  |         |
| Deirochelys reticularia reticularia | Latreille, 1801 |         |

## Výskyt

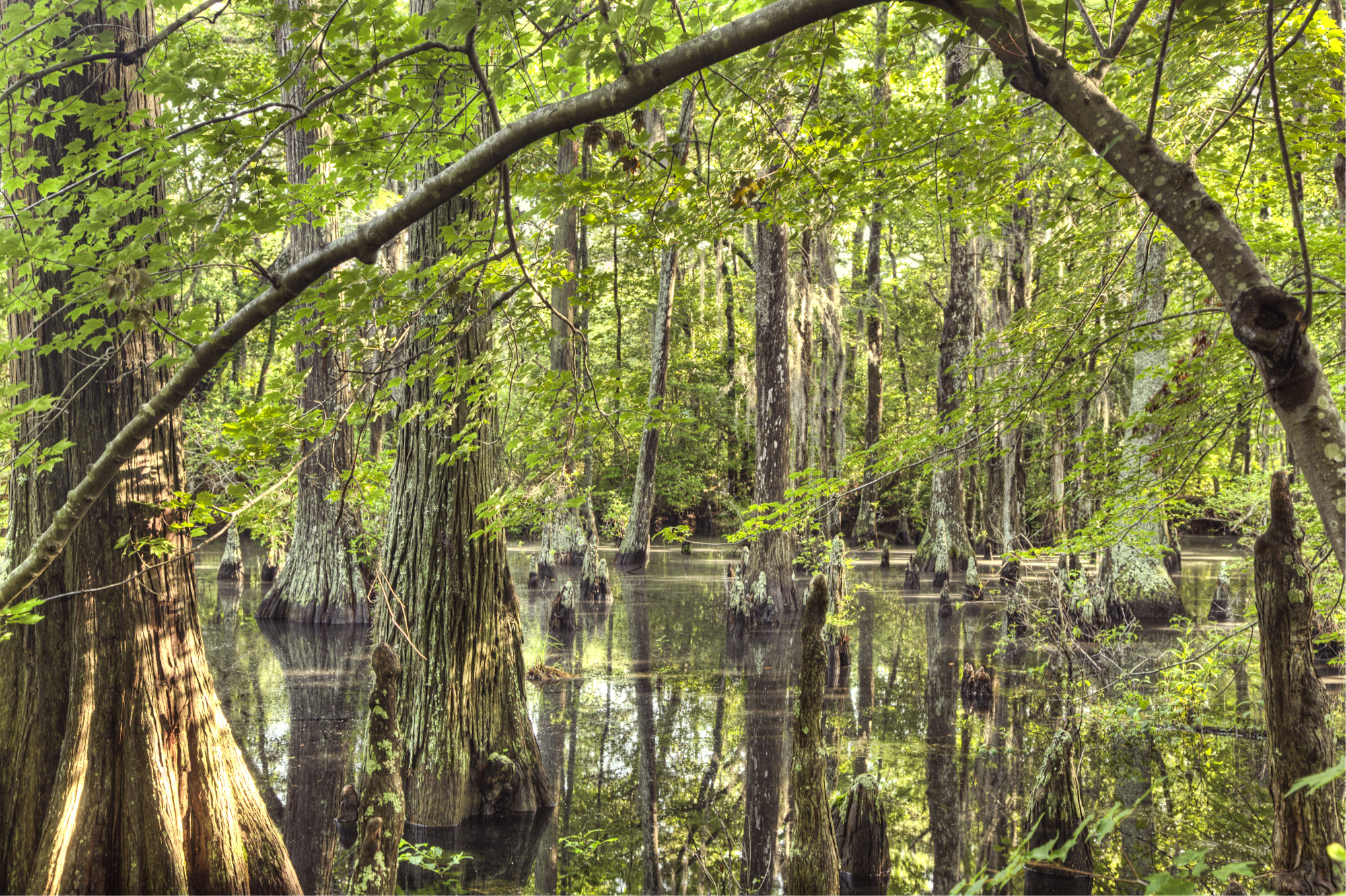
Bažiny ve Virginii, není jasné zda se zde stále vyskytuje

Vyskytuje se v jihovýchodní části Spojených států amerických.
Želva je masožravá, obývá stálé vody s dostatkem vegetace a bahnitým substrátem.

## Popis
Má neobvykle dlouhý krk, jehož délka se kolikrát blíží délce krunýře.
Má také červené skvrny na spodní straně můstku (můstek spojuje plastron a karapax).
Barva karapaxu se blíží od tmavě zelené po hnědou a má silně výrazně dělení žlutým zbarvením.
Má štíhlá žebra, údajně uzpůsobená jejímu krku.
Barva kůže může přecházet od olivové přes hnědou až po černou.

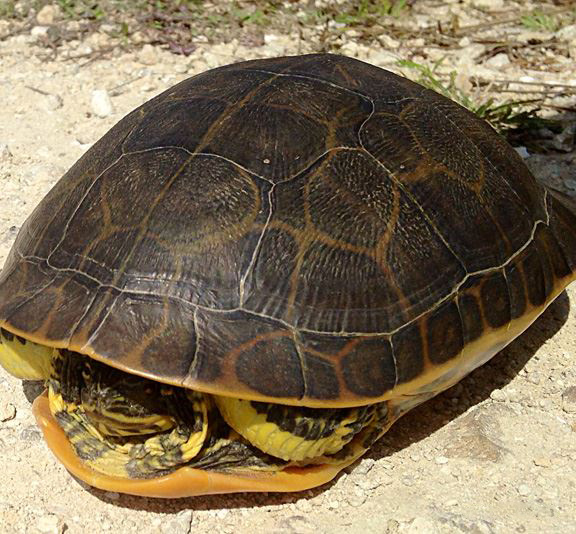
Dospělý jedinec s janě viditelným žlutým mřížkováním

Samci měří kolem 16,5 cm a samice kolem 26,0 cm.

## Životní cyklus
Období páření lze odhadnout podle objemu samčích varlat, která v té době produkují maximální počet spermií. Období páření se liší od místa výskytu dané želvy. Pářící rituál zahajuje samec.
Vejce samice kladou blízko vody (i když byla zaznamenáno, že samice ušla i 280 metrů). Vejce se kladou do díry o hloubce asi 10 centimetrů a průměru asi 8 centimetrů. Snůška činí 1 až 19 vajec.
Želva dosahuje maximálního věku 20–24 let. Předpokládá se, že ve volné přírodě žije asi 100 000 dospělců tohoto taxonu.

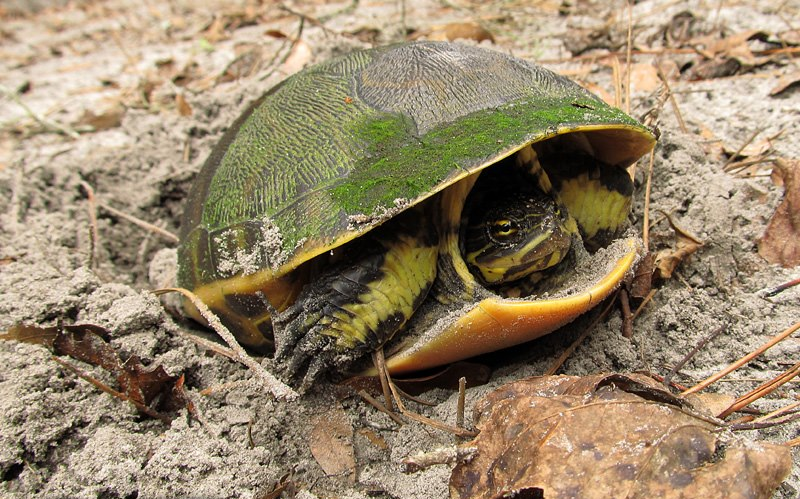
Samice kladoucí vejce